# Clarkia unguiculata
Clarkia unguiculata là một loài thực vật có hoa trong họ Anh thảo chiều. Loài này được Lindl. mô tả khoa học đầu tiên năm 1837.

## Hình ảnh

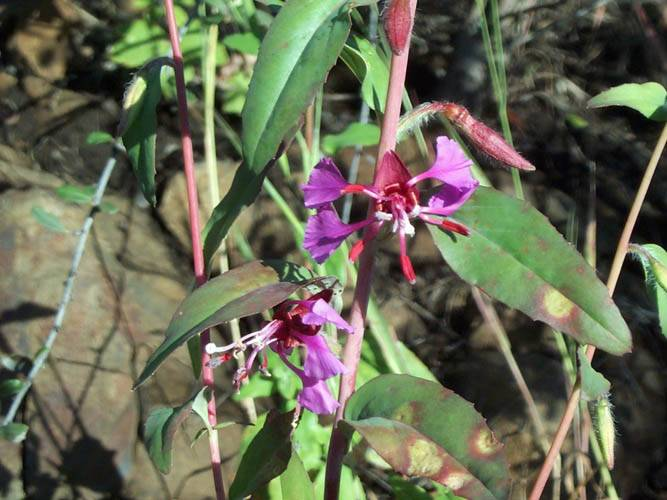
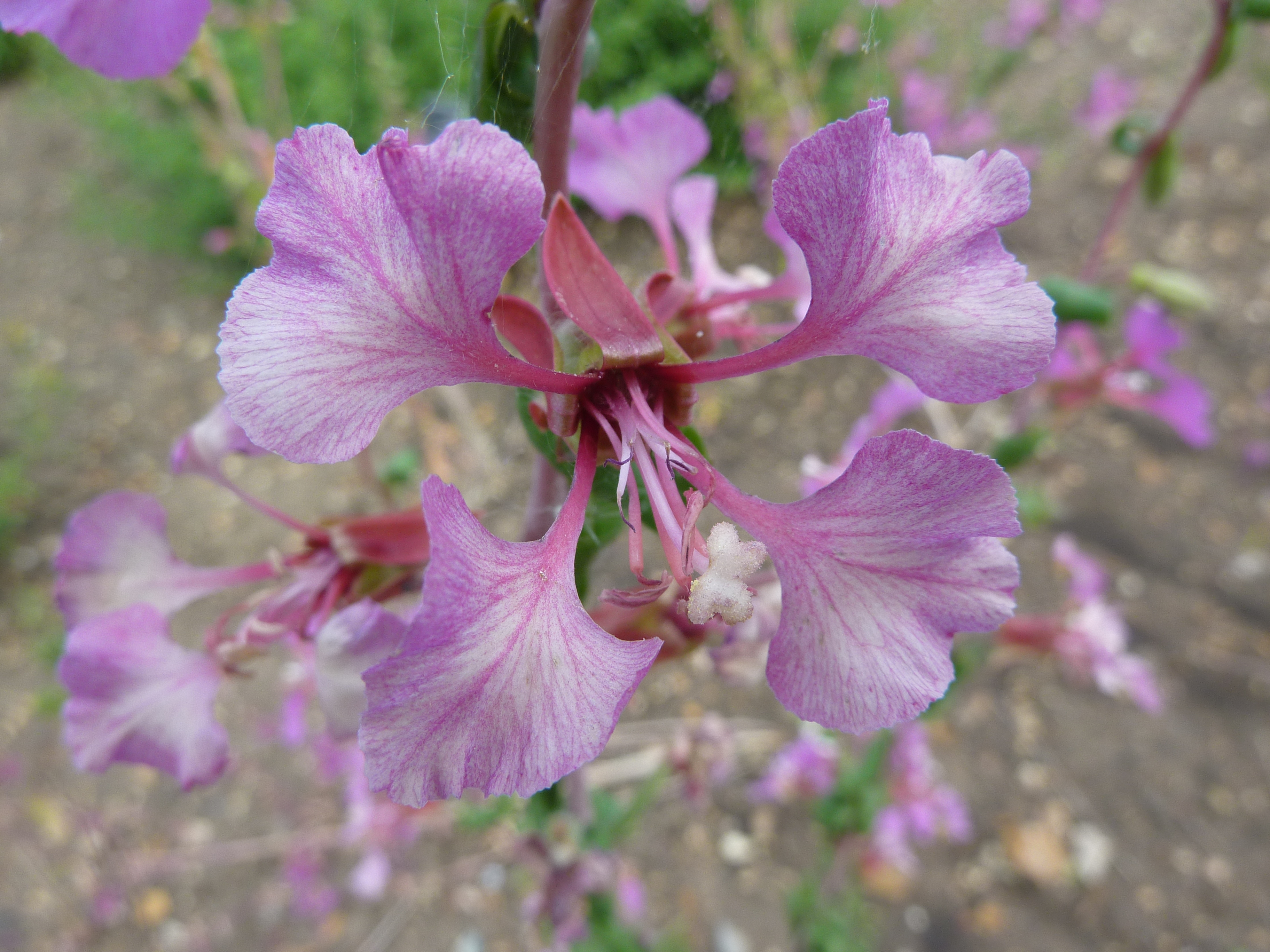
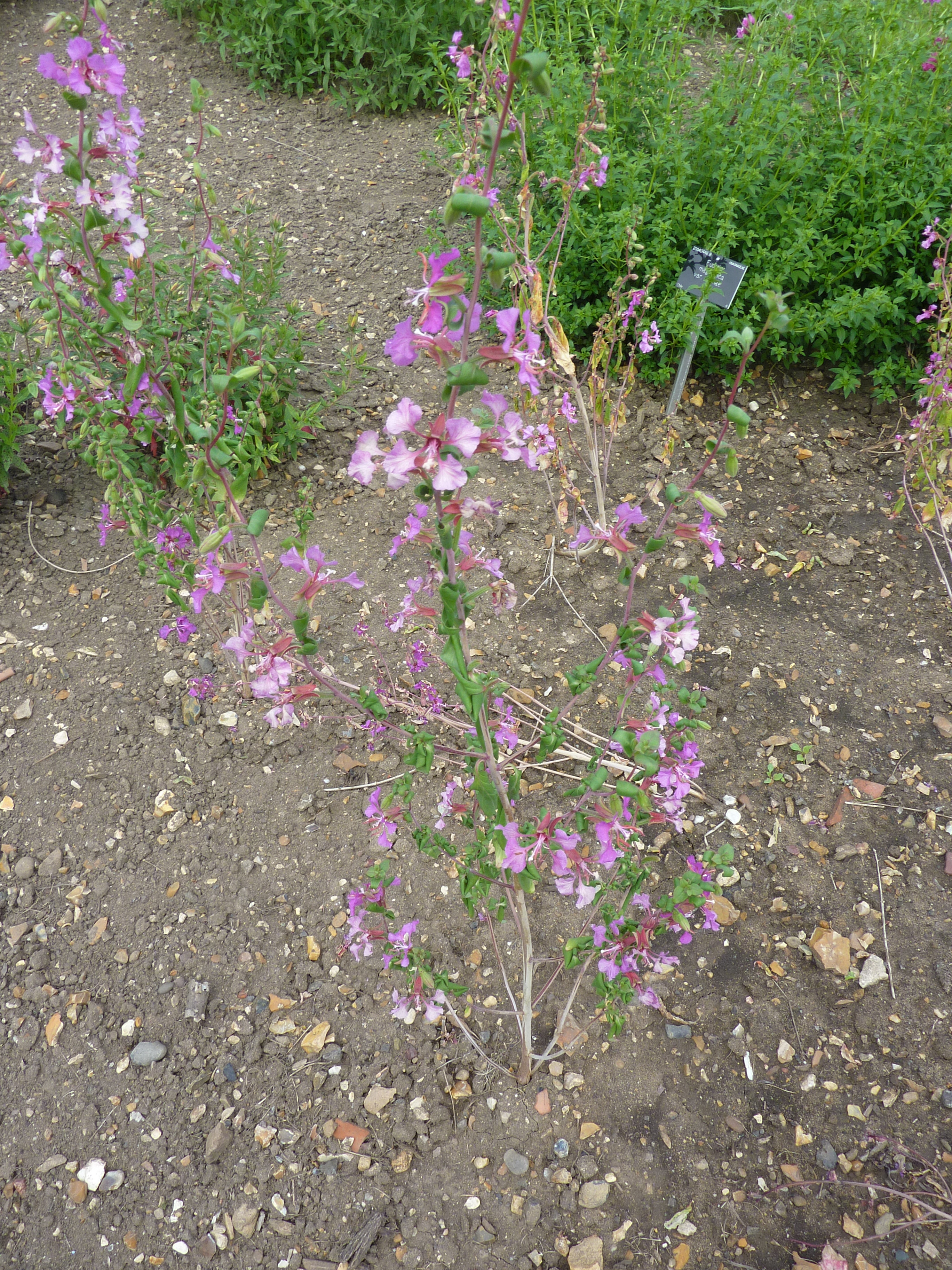
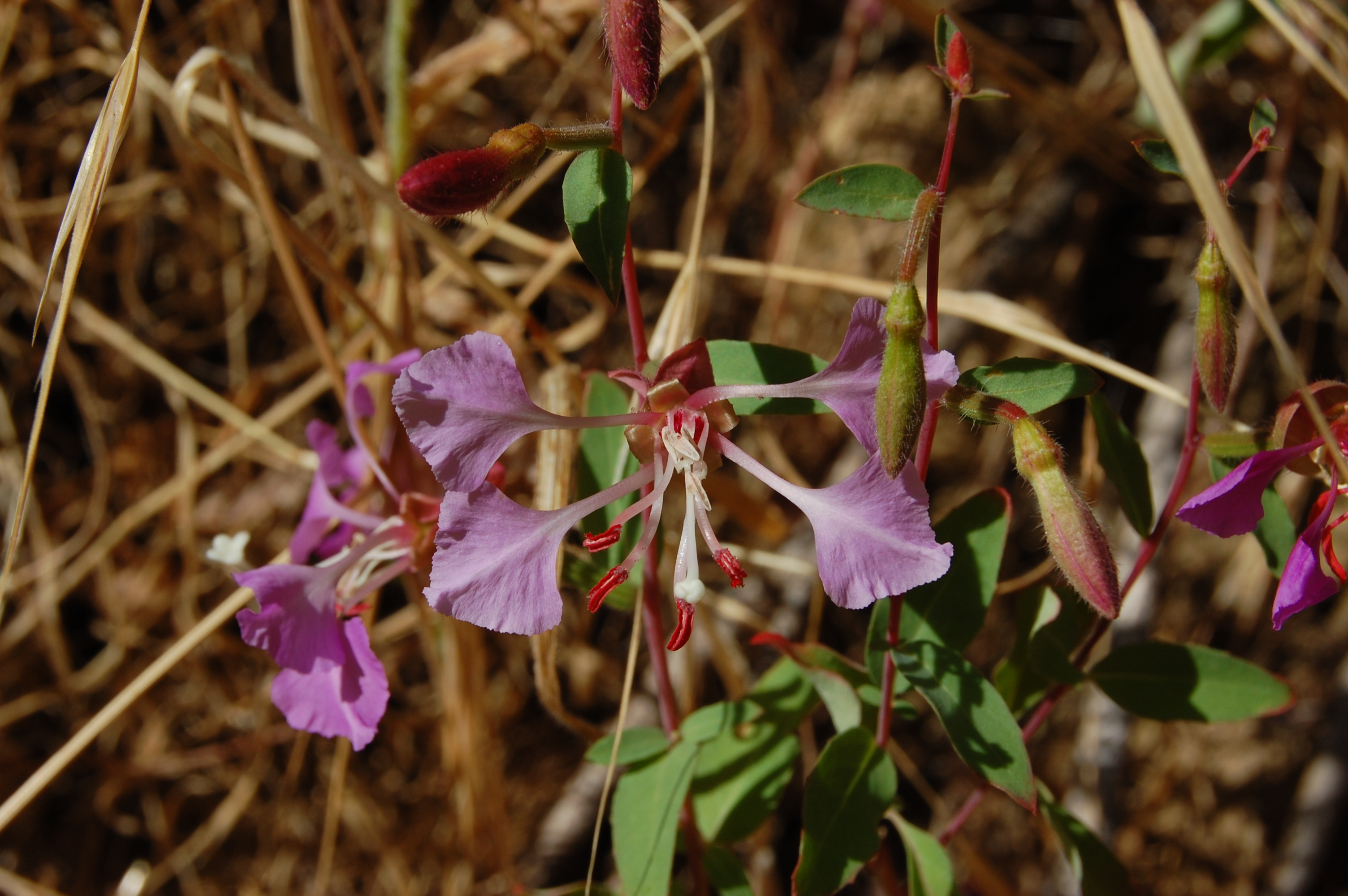